# 山下栄一
山下 栄一（やました えいいち、1947年〈昭和22年〉8月18日 - ）は、日本の政治家。
参議院議員（3期）、公明党大阪府本部副代表、公明党文部科学部会長、環境副大臣、参議院法務委員長などを歴任した。

## 経歴
1947年、大阪府豊中市生まれ。1966年3月に大阪府立豊中高等学校を卒業後、京都大学法学部に進んで国際法を専攻する。1972年3月に同大学を卒業し、1974年3月に大阪市立大学大学院法学研究科修士課程を修了する。
1974年4月、関西創価学園に就職。関西創価中学校・高等学校で教壇に立つ。1991年7月には公明党大阪府本部に転職した。
1992年6月に公明党大阪府本部を退職し、同年7月の第16回参議院議員通常選挙に大阪府選挙区から公明党公認で立候補して初当選する。1994年12月に公明党が分党されると、参議院グループの公明に所属。1997年9月に浜四津敏子、横尾和伸とともに新進党に合流し、新進党の解党後は黎明クラブを経て再び公明に所属した。
1998年7月、第18回参議院議員通常選挙に大阪府選挙区から公明公認で立候補して再選を果たす。同年11月に公明党の再結成に参加。2000年、参議院行政監視委員長に就任する。2002年1月には第1次小泉内閣の環境副大臣に就任した（同年9月30日に退任）。
2004年7月、第20回参議院議員通常選挙に大阪府選挙区から公明党公認で立候補して3選を果たす。2006年に参議院法務委員長に就任。2007年の第21回参議院議員通常選挙では白浜一良事務所の事務長を務めた。
2010年7月の第22回参議院議員通常選挙には立候補せず政界を引退し、元外交官の石川博崇を大阪府選挙区の後継とする。

## 人物
- 好きな俳優は渥美清[1]。
- 尊敬する人物は周恩来[1]。
- 心に残る本は五味川純平『人間の條件』とレイチェル・カーソン『沈黙の春』[1]。
- 2008年6月8日の後期高齢者医療制度廃止法案の参議院本会議採決では、公明党の意向に反して賛成票を投票。山下は間違って投票してしまったと述べた。その後、同法案を審議した厚生労働委員会委員長岩本司に対する解任決議では、公明党の方針に沿って賛成票を投じている。

## 役職歴

### 参議院
- 行政監視委員長
- 法務委員長
- 科学技術特別委員長
- 決算委員会理事
- 文教科学委員会委員
- 憲法調査会委員

### 公明党
- 大阪府本部副代表
- 文部科学部会長
- 政務調査会副会長
- 機関紙購読推進委員会副委員長

## 議員連盟
- 日朝国交正常化推進議員連盟（委員）
- 天皇陛下御即位二十年奉祝国会議員連盟（常任幹事）